# Antonio Dal Vera
La Antonio Dal Vera è stata una ditta italiana di arredamento fondata nel 1884 da Antonio Dal Vera (1860-1938) con sede a Conegliano in provincia di Treviso. L'azienda era specializzata nella lavorazione del giunco (in inglese rattan) e del legno curvato.

## Storia
Verso il 1840, quasi due secoli dopo che era iniziata la sua produzione in Cina, viene importata la poltrona "a clessidra", che prende il nome dalla forma della base e che viene considerata la capostipite della moda del mobile intrecciato di gusto orientale. I mobili in giunco figureranno all'Esposizione universale di Londra del 1851. Gli anni dieci vedono anche in Italia lo sviluppo di questo settore. Ai numerosi piccoli laboratori artigianali , e ad alcune fabbriche già consolidate, si affiancano nuovi produttori. Alle imprese che producono dalla fine dell'Ottocento come: la Alloggi Ernesto di Torino, la Italo Crenna Società Anonima di Firenze, la Giovanni Bonacina a Lurago d'Erba vicino a Como e la Premiata società friulana per l'industria del vimini a di Udine, si affiancano altre aziende importanti come la Emilio Paoli a Firenze o la Antonio Dal Vera a Conegliano Veneto
I mobili in giunco della ditta Antonio Dal Vera di Conegliano, in stile Art Déco italiano, vengono presentati alla III Mostra Internazionale Biennale delle arti decorative del 1927 alla Villa Reale di Monza.
Nel 1931 Conegliano ha una notevole importanza commerciale e industriale per la filatura e tessitura del cotone, fabbrica di laterizî e mobili di giunco.
Nel Giornale di Udine del 8 agosto 1913 e giorni successivi si trova una inserzione per la ricerca di un CAPO OPERAIO assiduo per reparto lavorazione mobili malacca nello stabilimento scuola di Conegliano, Industria mobili Giunco. 
Nel 1922 partecipa alla Fiera Campionaria Internazionale di Milano come Ditta Antonio Dal Vera Conegliano – nei settori mobili di giunco, midollo con 2 posteggi. E alle successive con numero di posteggi crescenti fino a 10 come ad esempio nel 1929 difronte alla ditta Linoleum.
Nel 1923 partecipa alla Fiera Campionaria di Lione, alle Fiere Campionarie di Milano e di Napoli e alla Esposizione internazionale delle invenzioni e progressi industriali a Torino.

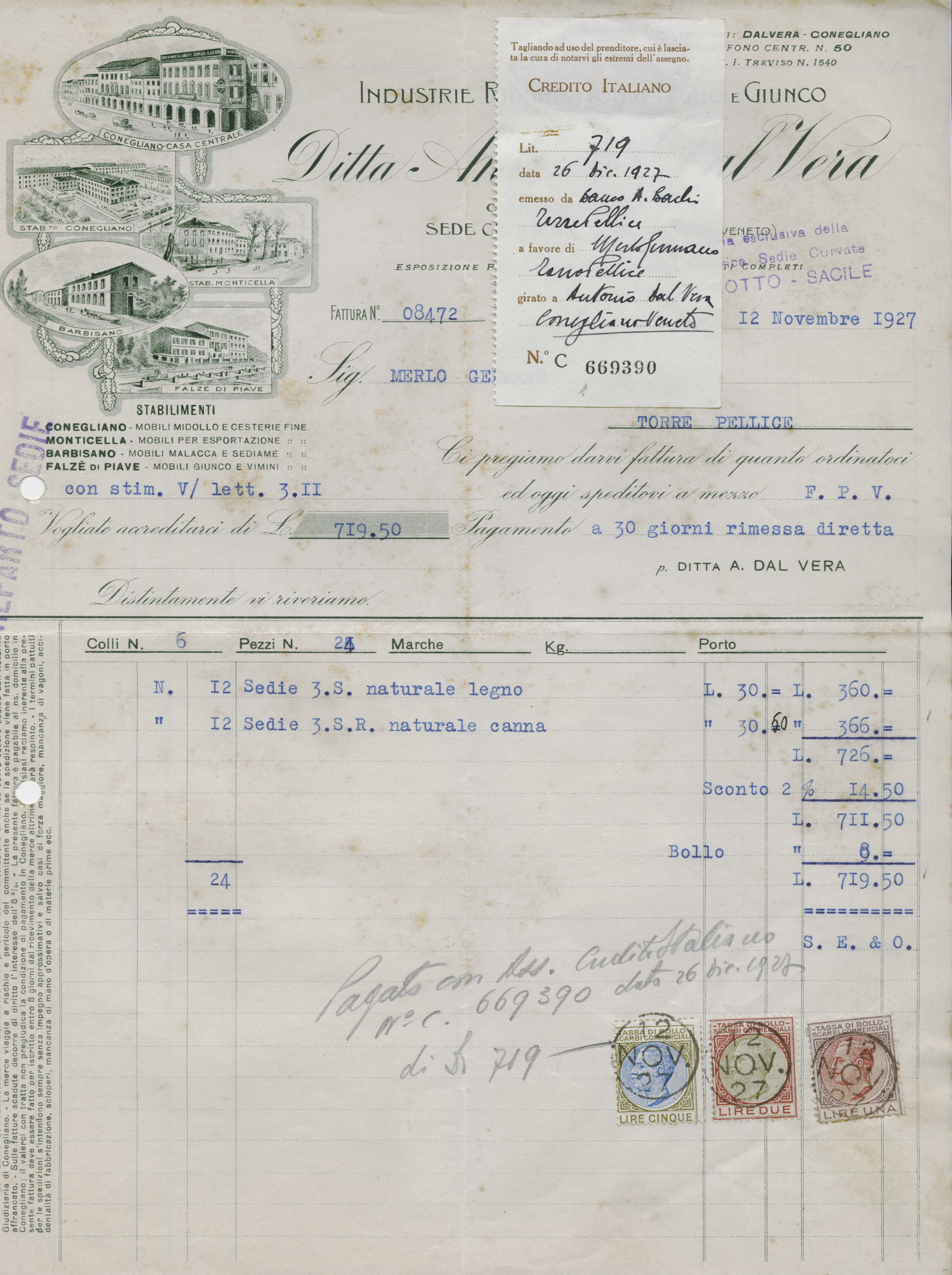
Fattura di vendita data 12 novembre 1927 scritta con macchina da scrivere

Nel 1927 produce con la descrizione di Industrie Riunite Mobili Legno e Giunco nei seguenti Stabilimenti: Conegliano - Mobili midollo e cesterie fine, Monticella - Mobili per esportazione fine, Barbisano - Mobili malacca e sediame fine e Falzè di Piave - Mobili giunco e vimini. Nel 1931 si aggiungono uno stabilimento a San Michele di Piave - Cestiere di ogni tipo e mobili per bambini e magazzini Deposito a Milano, Roma, Napoli, Trieste, Torino e Bologna.
Nel 1933 partecipa alla V Triennale di Milano - Mostra internazionale delle Arti decorative e industriali - con un salottino per bambini in midollo e malacca eseguito da Antonio Dal Vera di Conegliano Veneto su disegno dell'architetto Cesare Scoccimarro, esposto nella sala dell'E.N.A.P.I. (Ente nazionale per l'artigianato e le piccole industrie).
La Dal Vera Industrie di Conegliano Veneto divenne negli anni Trenta la maggior industria di settore dei Mobili d'intreccio in Italia.
Nel 1934 festeggia i 50 anni di attività e nel 1938 muore Antonio Dal Vera. I figli Pietro Dal Vera, Girolamo Dal Vera, Valentino Dal Vera e Giovanni Dal Vera continueranno l'attività trasformandola in Antonio Dal Vera e figli.

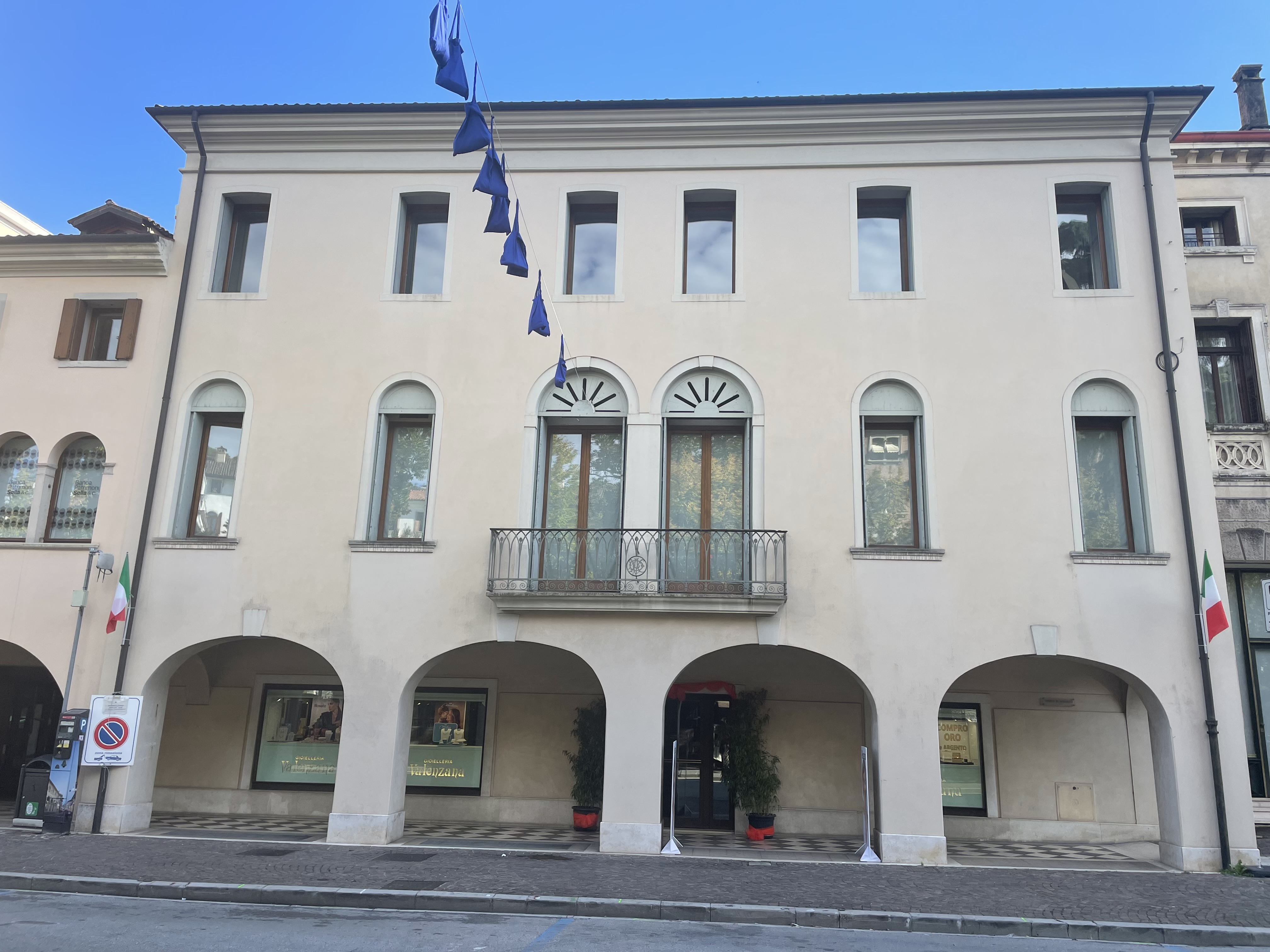
Sigla della Ditta Antonio Dal Vera ancora visibile sul balcone della ex. sede centrale a Conegliano

## Organizzazione e Logistica
La ditta è organizzata in stabilimenti specializzati nelle diverse lavorazioni, posizionati strategicamente vicino alla Ferrovia Venezia-Udine attiva dal 1855 e alla Tranvia Susegana-Pieve di Soligo attiva dal 1913 al 1931. La differenziazione delle produzioni e la creazione di nuovi comparti sono il salto di qualità che avvia un processo di industrializzazione nel territorio.

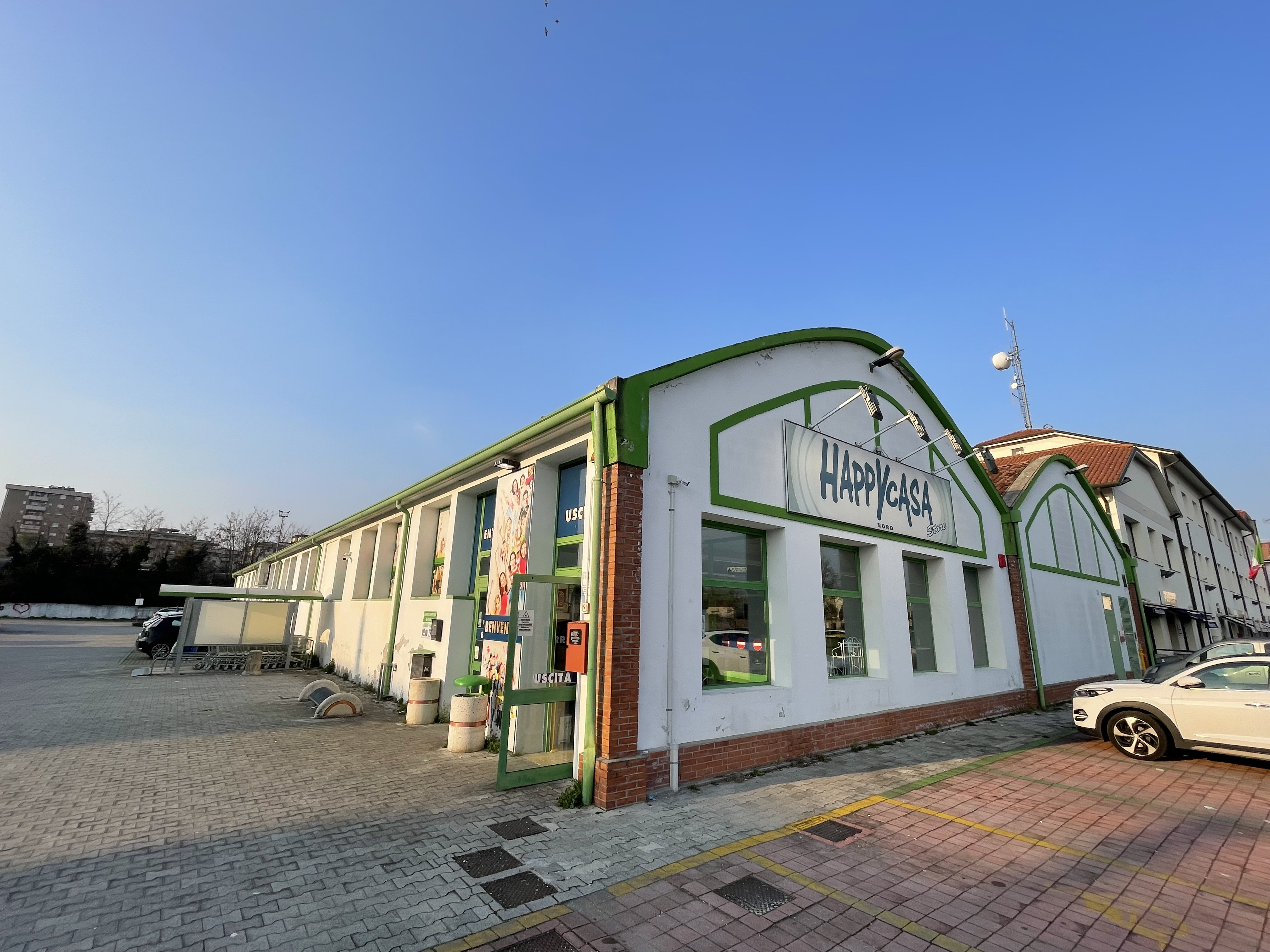
Ex magazzini ditta Antonio Dal Vera zona San Giuseppe (ora via M.Piovesana) a Conegliano, ricostruite dopo la guerra. Archeologia industriale riconvertita.

## Relazioni internazionali
La società importa la materia prima dalla Indonesia, la lavora con tecniche innovative di trafilatura e la distribuisce in Italia. Questo le permette di costruire relazioni con altre ditte dello stesso settore. Collabora in particolare con le ditte Premiata società friulana per l'industria del vimini di Udine e Emilio Paoli a Firenze, anche per far fronte a grosse commesse. Esporta i prodotti in Europa, nella Eritrea italiana e nelle Americhe, con un magazzino deposito anche a Buenos Aires. È indicato un fascicolo (nr 464) sul Mobilificio Dal Vera presso il Consolato Italiano a Cleveland negli Stati Uniti del 1939-40.